# نادیژدا فون مک
نادیـِژدا فون مِـک (روسی: Надежда Филаретовна фон Мекк؛ ‏ ۱۰ فوریه [سبک قدیمی: ۲۹ ژانویه] ۱۸۳۱ – ۱۳ ژانویهٔ ۱۸۹۴) یک بانوی سرمایه‌دار و بازرگان اهل امپراتوری روسیه و یکی از حامیان بانفوذ و مهم هنر به‌ویژه موسیقی در آن دوران بود. امروزه او را به سبب رابطهٔ هنری‌اش با پیوتر ایلیچ چایکوفسکی می‌شناسند که به مدت سیزده سال از وی پشتیبانی مالی نمود تا او بتواند به‌طور تمام‌وقت، خود را وقف ساختِ موسیقی کند؛ با این شرط که ایندو هرگز ملاقات حضوری نداشته باشند و یکدیگر را از نزدیک نبینند. چایکوفسکی سمفونی شماره ۴ خود را به او تقدیم نمود. این بانوی ثروتمند چندین هنرمند دیگر از جمله نیکلای روبینشتاین و کلود دبوسی را نیز حمایت مالی نمود.
وی خودش در جوانی موسیقی آموخته بود و نوازندهٔ پیانوی ماهری بود و دانش خوبی در زمینهٔ رپرتوارهای کلاسیک داشت. او همچنین چندین زبان می‌دانست و مطالعاتی در زمینهٔ ادبیات، تاریخ، فلسفه و به‌ویژه آثار آرتور شوپنهاور و ولادیمیر سولویوف داشت.
مابین سال‌های ۱۸۷۷ تا ۱۸۹۰ میلادی، نادیژدا فون مک و چایکوفسکی بیش از ۱۲۰۰ نامه به هم نوشتند و میزان اطلاعاتی که میان این دو در این نامه‌ها رد و بدل شد، شگفت‌انگیز است، به‌خصوص آنکه ایندو هرگز یکدیگر را ندیده بودند. چایکوفسکی چنان اعتمادی به او داشت که تمامی جزئیات زندگی شخصی و هنری‌اش را با او در میان می‌گذاشت و نظرِ نادیژدا بسیار برایش مهم بود، تا آنجا که وقتی منتقدان سمفونی شماره ۵ او را به باد انتقاد گرفتند، نادیژدا بود که او را حمایت کرد و باعث شد تا چایکوفسکی این سمفونی را نگه دارد. نادیژدا مبلغ ۶۰۰۰ روبل در سال به چایکوفسکی می‌داد که آن چنان زیاد بود که او توانست کرسی استادی کنسرواتوار دولتی چایکوفسکی مسکو را رها کند و به‌طور تمام وقت به آهنگسازی بپردازد.
نادیژدا ۲ ماه پس از مرگ چایکوفسکی، در سن ۶۲ سالگی در اثر ابتلا به سل در نیس فرانسه درگذشت.